# Kliuciove, Simferopol
Kliuciove (în ucraineană Ключове) este un sat în așezarea urbană Mîkolaiivka din raionul Simferopol, Republica Autonomă Crimeea, Ucraina.

## Demografie
Componența lingvistică a localității Kliuciove
     Rusă (40,15%)
     Tătară crimeeană (37,88%)
     Ucraineană (18,18%)
     Belarusă (2,27%)
Conform recensământului din 2001, nu exista o limbă vorbită de majoritatea populației, aceasta fiind compusă din vorbitori de rusă (40,15%), tătară crimeeană (37,88%), ucraineană (18,18%) și belarusă (2,27%).